# A Division 1965-1966 (Irlanda)
La stagione 1966-1967 è stata la quarantacinquesima edizione della League of Ireland, massimo livello del calcio irlandese.

## Classifica finale
|  | Pos. | Squadra         | Pt | G  | V  | N | P  | GF | GS | DR  |
|  | ---- | --------------- | -- | -- | -- | - | -- | -- | -- | --- |
|  | 1.   | Waterford       | 36 | 22 | 16 | 4 | 2  | 53 | 26 | +27 |
|  | 2.   | Shamrock Rovers | 34 | 22 | 15 | 4 | 3  | 59 | 23 | +36 |
|  | 3.   | Bohemians       | 27 | 22 | 13 | 1 | 8  | 46 | 30 | +16 |
|  | 4.   | Shelbourne      | 25 | 22 | 10 | 5 | 7  | 37 | 30 | +7  |
|  | 5.   | Sligo Rovers    | 23 | 22 | 8  | 7 | 7  | 26 | 26 | 0   |
|  | 6.   | Limerick        | 22 | 22 | 7  | 8 | 7  | 36 | 35 | +1  |
|  | 7.   | Drumcondra      | 22 | 22 | 8  | 6 | 8  | 32 | 35 | -3  |
|  | 8.   | Dundalk         | 21 | 22 | 9  | 3 | 10 | 32 | 35 | -3  |
|  | 9.   | St Patrick's    | 20 | 22 | 9  | 2 | 11 | 35 | 43 | -8  |
|  | 10.  | Cork Hibernians | 15 | 22 | 6  | 3 | 13 | 30 | 51 | -21 |
|  | 11.  | Cork Celtic     | 14 | 22 | 4  | 6 | 12 | 32 | 51 | -19 |
|  | 12.  | Drogheda        | 5  | 22 | 1  | 3 | 18 | 15 | 48 | -33 |

Legenda:

         Campione d'Irlanda e qualificata in Coppa dei Campioni 1966-1967
         Vincitrice della FAI Cup e qualificata in Coppa delle Coppe 1966-1967
         Qualificate in Coppa delle Fiere 1966-1967
Note:
Due punti a vittoria, uno a pareggio, zero a sconfitta.

## Statistiche

### Primati stagionali
| Record - Maggior numero di vittorie: Waterford (16) - Minor numero di sconfitte: Waterford (2) - Miglior attacco: Shamrock Rovers (59) - Miglior difesa: Shamrock Rovers (23) - Miglior differenza reti: Shamrock Rovers (+36) - Maggior numero di pareggi: Limerick (8) - Minor numero di vittorie: Drogheda (1) - Maggior numero di sconfitte: Drogheda (18) - Peggiore attacco: Drogheda (15) - Peggior difesa: Cork Hibernians e Cork Celtic (51) - Peggior differenza reti: Drogheda (-33) |